# 누섬

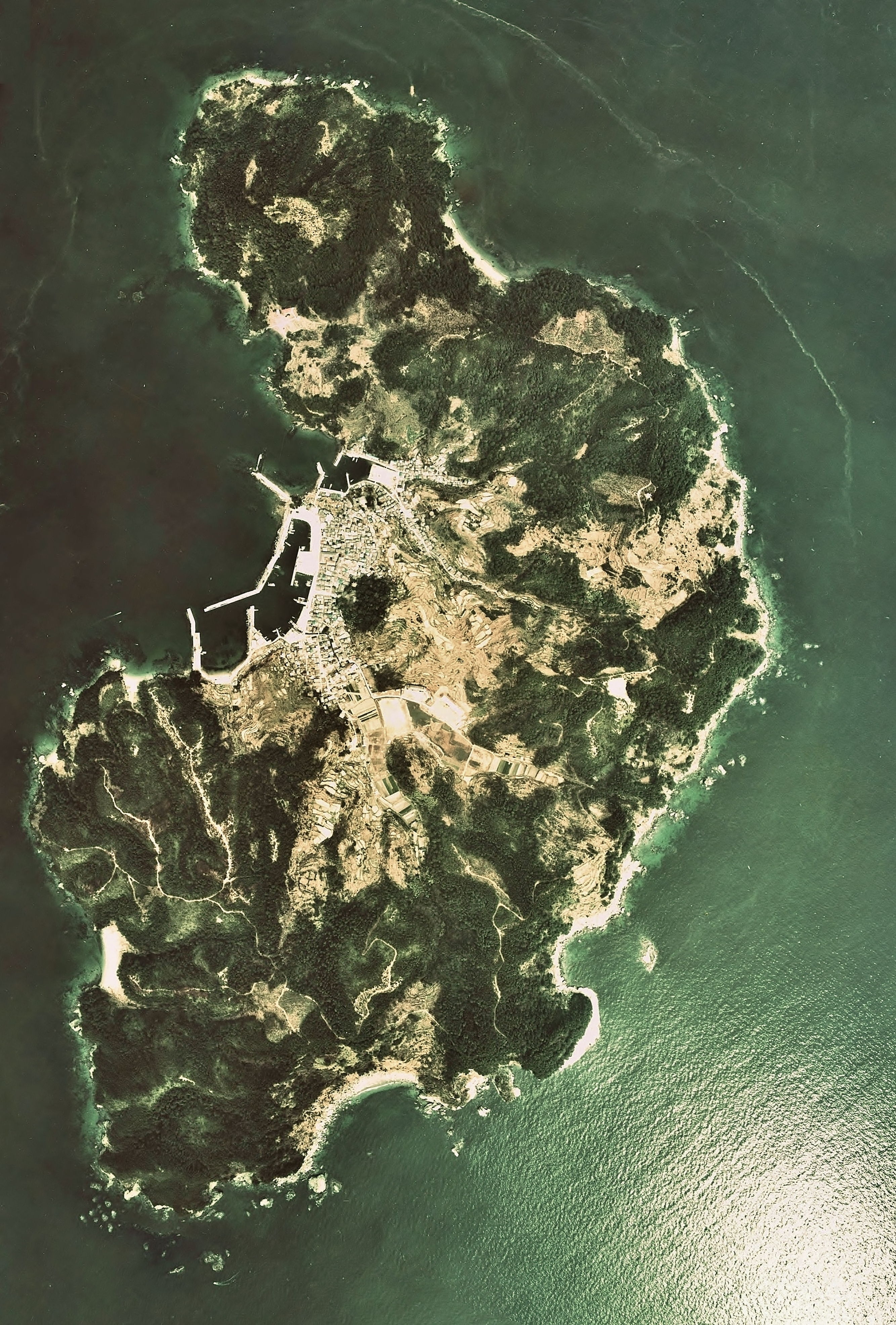

누섬(일본어: 沼島)은 일본 효고현 미나미아와지시에 속한 섬이다.
아와지섬 남쪽 5km, 기이 수도 북서부에 위치한다. 면적 2.5km2, 최고 높이 117.2m이다. 세토 내해 국립공원의 일부이다. 인구는 2008년 10월 말 기준으로 598명이다.